# Dennis Waidner
Dennis Waidner (* 8. Februar 2001 in Günzburg) ist ein deutscher Fußballspieler. Er spielt meist als rechter Verteidiger, wird bisweilen aber auch auf der linken Abwehrseite oder im defensiven Mittelfeld eingesetzt. Als 13-Jähriger wechselte er vom SSV Ulm 1846 in die Jugendabteilung des FC Bayern München und stieß im Frühsommer 2020 zur Amateurmannschaft des FC Bayern München, die bis Sommer 2021 in der 3. Liga spielte. Nach dem Abstieg der Bayern-Amateure wechselte er zum Zweitligaabsteiger Würzburger Kickers und stieg auch dort aus der 3. Liga ab, woraufhin er den Verein verließ. Aktuell spielt er in der 3. Liga für den SC Verl.

## Sportliche Laufbahn

### Aus Nersingen über Ulm nach München
Dennis Waidner stammt aus Nersingen, einer Gemeinde im Landkreis Neu-Ulm im Westen von Bayerisch-Schwaben und begann schon im Alter von vier Jahren beim örtlichen SV Nersingen mit dem Fußballspielen. In der F-Jugend erfolgte dann der Wechsel in die Jugend des SSV Ulm 1846. Die erste Mannschaft der „Spatzen“ pendelte seinerzeit meist zwischen der Viert- und Fünftklassigkeit, genießt aber im süddeutschen Raum einen guten Ruf im Juniorenbereich und ist mit seinen Jugendmannschaften auch oftmals in den höchsten Spielklassen vertreten. Immer wieder trafen die Ulmer Jugendmannschaften und damit auch Waidner bei diversen Turnieren auf namhafte Gegner, so auch auf den FC Bayern München. Eben jener FC Bayern nahm dann im Sommer 2014 den 13-jährigen Waidner unter seine Fittiche. Dort spielte dieser zunächst in der U14, die als jüngerer C-Junioren-Jahrgang des FC Bayern in der C-Junioren-Bayernliga Süd um Punkte spielte. Seine erste Spielzeit in der bayerischen Landeshauptstadt unter dem österreichischen Trainer Harald Cerny endete mit Platz 2 hinter der U15 der SpVgg Unterhaching und zwei Saisontoren von ihm. Im Folgejahr bei der U15 in der C-Junioren-Regionalliga Süd wurden die Auswärtsfahrten etwas weiter und die Gegner stärker. Waidner zählte dort nicht immer zur Stammelf und das Team belegte lediglich einen Platz im Mittelfeld weit hinter den starken Gegnern aus Hoffenheim, Stuttgart und Frankfurt. Über die U16 in der B-Junioren-Bayernliga gelangte Dennis Waidner dann im Sommer 2017 in die U17 in der B-Junioren-Bundesliga, kam dort aber nur sporadisch zum Einsatz und wurde auch in der Endrunde um die deutsche B-Junioren-Meisterschaft nicht berücksichtigt. Ab November 2018 kam der Verteidiger in der U19 zu seinen ersten Pflichtspieleinsätzen, zählte aber in dieser Saison noch nicht zum Stamm. Das war dann ab Sommer 2019 der Fall, regelmäßig auch in der UEFA Youth League, bis schließlich aufgrund der Corona-Pandemie der Spielbetrieb im März 2020 zum Erliegen kam und die Spielzeit im Jugendbereich nicht mehr fortgesetzt wurde.
In der 3. Liga wurde hingegen der Spielbetrieb ab Ende Mai mit Geisterspielen wieder aufgenommen und Waidner wurde ab Anfang Juni bei mehreren Partien der Bayern-Amateure eingewechselt, nachdem er bereits seit dem Winter dort mittrainiert hatte und auch bei zwei Testspielen zum Einsatz gekommen war. Am Saisonende wurden die Bayern-Amateure Meister der 3. Liga, Dennis Waidner war beim FC Bayern fortan für den Drittliga-Kader eingeplant und hatte dort trotz Anfragen anderer Vereine aus der zweiten und dritten Liga seinen Vertrag bis Sommer 2022 verlängert.

### Zwei Drittliga-Abstiege in Folge
Zu Beginn der Saison 2020/21 hatte sich Waidner in der Amateurmannschaft zwar einen Stammplatz auf der Rechtsverteidigerposition erkämpft, verlor diesen jedoch nach kurzer Zeit wieder an Josip Stanišić. Im Winter fiel er zudem mehrere Wochen verletzt aus und kam erst seit Februar 2021 wieder häufiger zum Einsatz, meist stand er dabei in der Startelf. Den deutlichen Abwärtstrend der kleinen Bayern, bei denen mehrere Abgänge von Spielern in höhere Spielklassen nicht adäquat ersetzt werden konnten, vermochte jedoch auch Waidner nicht zu verhindern und so stieg die Mannschaft nach der Drittligameisterschaft der Vorsaison zum Saisonende nach zwei Drittligajahren gar in die viertklassige Regionalliga Bayern ab.
Waidner selbst blieb jedoch in der 3. Liga, er schloss sich zur Saison 2021/22 den Würzburger Kickers an, die zuvor aus der 2. Bundesliga abgestiegen waren. Er kam dort in 30 Drittligaspielen zum Einsatz und stand 18-mal in der Startelf. Meist agierte er auf der Rechtsverteidigerposition, gegen Saisonende spielte er meist im defensiven Mittelfeld. Nach dem Drittliga-Abstieg mit den Bayern-Amateuren in der Vorsaison ereilte Waidner mit den Kickers das gleiche Schicksal, der Verein musste somit am Saisonende ebenso wie Waidner den zweiten Abstieg in Folge hinnehmen. Dennis Waidner verließ daraufhin den Verein.

### Wechsel zur SpVgg Unterhaching in die Regionalliga Bayern
Nachdem er Würzburg verlassen hatte, blieb Waidner einige Wochen vereinslos, bevor er sich am 1. September 2022 der SpVgg Unterhaching anschloss.

### Wechsel zum SC Verl
Im Sommer 2025 wechselte er nach dem Abstieg mit Unterhaching zum SC Verl und blieb damit in der 3. Liga.

## Erfolge
- Meister Regionalliga Bayern 2023 und Aufstieg in die 3. Liga (mit der SpVgg Unterhaching)